# وليام ماكنيل
وليام ماكنيل (بالإنجليزية: William H. McNeill)‏ ‏(31 أكتوبر 1917 - 8 يوليو 2016)، هو كاتب ومؤرخ عالمي أمريكي كندي من أصل إسكتلندي. درس في جامعة كورنيل متخصص بالحضارة الغربية.